# Ugo Legrand
Ugo Legrand (Mont-Saint-Aignan, 22 gennaio 1989) è un judoka francese, vincitore della medaglia di bronzo nella categoria fino ai 73 kg alle Olimpiadi del 2012.

## Palmarès

### Olimpiadi
- 1 medaglia:
  - 1 bronzo (73 kg a Londra 2012).

### Campionati mondiali
- 2 medaglie:
  - 1 argento (73 kg a Rio de Janeiro 2013);
  - 1 bronzo (73 kg a Parigi 2011).

### Campionati europei
- 3 medaglie:
  - 1 oro (73 kg a Čeljabinsk 2012);
  - 1 argento (73 kg a Montpellier 2014);
  - 1 bronzo (73 kg a Vienna 2010).